# Сухотинский сельсовет
Сухотинский сельсовет — муниципальное образование со статусом сельского поселения в Знаменском районе Тамбовской области.
Административный центр — село Сухотинка.

## История
В соответствии с Законом Тамбовской области от 17 сентября 2004 года № 232-З установлены границы муниципального образования и статус сельсовета как сельского поселения.

## Население
| 2010  | 2012  | 2013  | 2014  | 2015  | 2016  | 2017  |
| ----- | ----- | ----- | ----- | ----- | ----- | ----- |
| 1631  | ↗1688 | ↗1772 | ↘1693 | ↘1607 | ↘1483 | ↗1501 |
| 2018  | 2019  | 2020  | 2021  |       |       |       |
| ↘1458 | ↘1425 | ↘1360 | ↘1217 |       |       |       |

## Состав сельского поселения
| № | Населённый пункт | Тип населённого пункта       | Население |
| - | ---------------- | ---------------------------- | --------- |
| 1 | Княжево          | село                         | 450       |
| 2 | Старчики         | деревня                      | 135       |
| 3 | Сухотинка        | село, административный центр | 875       |
| 4 | Царёвка          | село                         | 101       |
| 5 | Шаховка          | село                         | 70        |